# Nebelhorn Trophy de 2017
Nebelhorn Trophy de 2017 foi a quadragésima nona edição do Nebelhorn Trophy, um evento anual de patinação artística no gelo organizado pela União Alemã de Patinação no Gelo (em alemão:  Deutsche Eislauf-Union), e que fez parte do Challenger Series de 2017–18. A competição foi disputada entre os dias 27 de setembro e 30 de setembro, na cidade de Oberstdorf, Alemanha. A competição foi o último evento qualificatório da patinação artística para os Jogos Olímpicos de Inverno de 2018.

## Eventos
- Individual masculino
- Individual feminino
- Duplas
- Dança no gelo

## Medalhistas
| Evento                        | Ouro                                           | Prata                                      | Bronze                                                 |
| Individual masculino detalhes | Jorik Hendrickx · Bélgica                      | Alexander Johnson · Estados Unidos         | Alexander Majorov · Suécia                             |
| Individual feminino detalhes  | Kailani Craine · Austrália                     | Matilda Algotsson · Suécia                 | Alexia Paganini · Suíça                                |
| Duplas detalhes               | Evgenia Tarasova · Vladimir Morozov · Rússia   | Aliona Savchenko · Bruno Massot · Alemanha | Ekaterina Alexandrovskaya · Harley Windsor · Austrália |
| Dança no gelo detalhes        | Penny Coomes · Nicholas Buckland · Reino Unido | Kana Muramoto · Chris Reed · Japão         | Kavita Lorenz · Joti Polizoakis · Alemanha             |

## Resultados
Legenda
| † | Classificou o país para os Jogos Olímpicos.                                             |
| ¶ | O país conquistou a vaga para os Jogos Olímpicos através do Campeonato Mundial de 2017. |

### Individual masculino
| Pos.              | Nome                       | Nacionalidade   | Pontos | PC         | PL          |
| ----------------- | -------------------------- | --------------- | ------ | ---------- | ----------- |
| Medalha de ouro   | Jorik Hendrickx            | Bélgica†        | 253.06 | 85.15 (1)  | 167.91 (1)  |
| Medalha de prata  | Alexander Johnson          | Estados Unidos¶ | 226.04 | 82.55 (2)  | 143.49 (6)  |
| Medalha de bronze | Alexander Majorov          | Suécia†         | 225.04 | 77.01 (3)  | 148.03 (5)  |
| 4                 | Matteo Rizzo               | Itália†         | 223.27 | 72.97 (5)  | 150.30 (2)  |
| 5                 | Lee June-hyoung            | Coreia do Sul†  | 222.89 | 74.37 (4)  | 148.52 (4)  |
| 6                 | Julian Zhi Jie Yee         | Malásia†        | 220.67 | 71.93 (6)  | 148.74 (3)  |
| 7                 | Yaroslav Paniot            | Ucrânia†        | 208.76 | 67.68 (7)  | 141.08 (7)  |
| 8                 | Michael Christian Martinez | Filipinas       | 191.74 | 67.50 (8)  | 124.24 (9)  |
| 9                 | Stephane Walker            | Suíça           | 190.54 | 66.80 (9)  | 123.74 (11) |
| 10                | Graham Newberry            | Reino Unido     | 188.71 | 64.83 (10) | 123.88 (10) |
| 11                | Igor Reznichenko           | Polônia         | 186.20 | 58.14 (15) | 128.06 (8)  |
| 12                | Slavik Hayrapetyan         | Armênia         | 179.98 | 60.25 (13) | 119.73 (14) |
| 13                | Thomas Kennes              | Países Baixos   | 178.20 | 60.82 (11) | 117.38 (15) |
| 14                | Donovan Carrillo           | México          | 177.66 | 55.83 (19) | 121.83 (12) |
| 15                | Chih-I Tsao                | Taipé Chinesa   | 177.61 | 56.97 (16) | 120.64 (13) |
| 16                | Nicholas Vrdoljak          | Croácia         | 172.26 | 55.85 (18) | 116.41 (16) |
| 17                | Valtter Virtanen           | Finlândia       | 171.85 | 59.62 (14) | 112.23 (17) |
| 18                | Aleksandr Selevko          | Estônia         | 167.06 | 60.63 (12) | 106.43 (20) |
| 19                | Harrison Jon-Yen Wong      | Hong Kong       | 164.84 | 54.48 (23) | 110.36 (18) |
| 20                | Sondre Oddvoll Boe         | Noruega         | 163.21 | 55.37 (20) | 107.84 (19) |
| 21                | Larry Loupolover           | Azerbaijão      | 155.62 | 54.63 (21) | 100.99 (21) |
| 22                | Burak Demirboga            | Turquia         | 153.61 | 54.54 (22) | 99.07 (22)  |
| 23                | Yakau Zenko                | Bielorrússia    | 151.65 | 53.05 (24) | 98.60 (23)  |
| 24                | Nicky Obreykov             | Bulgária        | 144.85 | 56.82 (17) | 88.03 (25)  |
| 25                | Conor Stakelum             | Irlanda         | 139.97 | 47.10 (25) | 92.87 (24)  |
| 26                | Luc Maierhofer             | Áustria         | 130.45 | 46.52 (26) | 83.93 (26)  |

### Individual feminino
| Pos.              | Nome                       | Nacionalidade          | Pontos | PC         | PL         |
| ----------------- | -------------------------- | ---------------------- | ------ | ---------- | ---------- |
| Medalha de ouro   | Kailani Craine             | Austrália†             | 167.45 | 58.02 (1)  | 109.43 (2) |
| Medalha de prata  | Matilda Algotsson          | Suécia†                | 167.01 | 56.91 (2)  | 110.10 (1) |
| Medalha de bronze | Alexia Paganini            | Suíça†                 | 155.98 | 53.59 (6)  | 102.39 (3) |
| 4                 | Nathalie Weinzierl         | Alemanha¶              | 155.85 | 55.48 (3)  | 100.37 (5) |
| 5                 | Isadora Williams           | Brasil†                | 154.21 | 53.44 (7)  | 100.77 (4) |
| 6                 | Viveca Lindfors            | Finlândia†             | 154.10 | 53.75 (5)  | 100.35 (6) |
| 7                 | Anna Khnychenkova          | Ucrânia†               | 151.08 | 55.05 (4)  | 96.03 (8)  |
| 8                 | Anastasia Galustyan        | Armênia                | 142.30 | 45.57 (15) | 96.73 (7)  |
| 9                 | Shuran Yu                  | Singapura              | 142.23 | 49.94 (9)  | 92.29 (9)  |
| 10                | Amy Lin                    | Taipé Chinesa          | 140.52 | 49.50 (10) | 91.02 (10) |
| 11                | Alisson Krystle Perticheto | Filipinas              | 136.66 | 46.75 (12) | 89.91 (11) |
| 12                | Kristina Shkuleta-Gromova  | Estônia                | 135.33 | 48.56 (11) | 86.77 (13) |
| 13                | Kerstin Frank              | Áustria                | 129.99 | 46.73 (13) | 83.26 (16) |
| 14                | Dasa Grm                   | Eslovênia              | 129.09 | 40.01 (22) | 89.08 (12) |
| 15                | Joanne So                  | Hong Kong              | 127.91 | 46.02 (14) | 81.89 (17) |
| 16                | Anne Line Gjersem          | Noruega                | 125.82 | 50.75 (8)  | 75.07 (20) |
| 17                | Elizaveta Ukolova          | República Tcheca       | 125.20 | 40.14 (21) | 85.06 (14) |
| 18                | Natasha Mckay              | Reino Unido            | 124.35 | 40.50 (20) | 83.85 (15) |
| 19                | Aleksandra Golovkina       | Lituânia               | 121.91 | 40.98 (18) | 80.93 (18) |
| 20                | Kim Cheremsky              | Azerbaijão             | 115.07 | 42.84 (16) | 72.23 (22) |
| 21                | Sila Saygi                 | Turquia                | 113.76 | 38.10 (24) | 75.66 (19) |
| 22                | Pernille Sorensen          | Dinamarca              | 112.41 | 41.51 (17) | 70.90 (23) |
| 23                | Antonina Dubinina          | Sérvia                 | 106.54 | 38.50 (23) | 68.04 (24) |
| 24                | Elzbieta Gabryszak         | Polônia                | 106.02 | 40.69 (19) | 65.33 (28) |
| 25                | Romana Kaiser              | Liechtenstein          | 105.88 | 32.63 (28) | 73.25 (21) |
| 26                | Niki Wories                | Países Baixos          | 103.36 | 37.74 (25) | 65.62 (27) |
| 27                | Presiyana Dimitrova        | Bulgária               | 101.84 | 34.43 (26) | 67.41 (25) |
| 28                | Thita Lansam               | Tailândia              | 97.27  | 30.46 (31) | 66.81 (26) |
| 29                | Sofia Del Rio              | México                 | 95.23  | 34.16 (27) | 61.07 (29) |
| 30                | Kathryn Winstanley         | África do Sul          | 89.04  | 32.60 (29) | 56.44 (30) |
| 31                | Dimitra Korri              | Grécia                 | 74.15  | 22.88 (33) | 51.27 (31) |
| 32                | Aina Sorfina Mohd Aminudin | Malásia                | 72.29  | 24.21 (32) | 48.08 (32) |
| 33                | Zahra Lari                 | Emirados Árabes Unidos | 63.85  | 21.63 (34) | 42.22 (33) |
| WD                | Aimee Buchanan             | Israel                 | —      | 32.42 (30) | — (WD)     |
| WD                | Julia Sauter               | Romênia                | —      | — (WD)     |            |

### Duplas
| Pos.              | Nome                                       | Nacionalidade     | Pontos | PC         | PL          |
| ----------------- | ------------------------------------------ | ----------------- | ------ | ---------- | ----------- |
| Medalha de ouro   | Evgenia Tarasova / Vladimir Morozov        | Rússia¶           | 218.46 | 77.52 (1)  | 140.94 (1)  |
| Medalha de prata  | Aliona Savchenko / Bruno Massot            | Alemanha¶         | 211.08 | 72.99 (2)  | 138.09 (2)  |
| Medalha de bronze | Ekaterina Alexandrovskaya / Harley Windsor | Austrália†        | 190.31 | 64.51 (4)  | 125.80 (3)  |
| 4                 | Miriam Ziegler / Severin Kiefer            | Áustria†          | 180.60 | 65.09 (3)  | 115.51 (8)  |
| 5                 | Annika Hocke / Ruben Blommaert             | Alemanha¶         | 180.37 | 56.76 (8)  | 123.61 (4)  |
| 6                 | Ryom Tae-Ok / Kim Ju-Sik                   | Coreia do Norte†  | 180.09 | 60.19 (5)  | 119.90 (6)  |
| 7                 | Ashley Cain / Timothy Leduc                | Estados Unidos¶   | 176.35 | 55.47 (10) | 120.88 (5)  |
| 8                 | Paige Conners / Evgeni Krasnopolski        | Israel†           | 171.61 | 55.85 (9)  | 115.76 (7)  |
| 9                 | Anna Dušková / Martin Bidař                | República Tcheca† | 169.66 | 58.80 (7)  | 110.86 (9)  |
| 10                | Camille Ruest / Andrew Wolfe               | Canadá¶           | 169.11 | 59.40 (6)  | 109.71 (10) |
| 11                | Sumire Suto / Francis Boudreau-Audet       | Japão             | 148.42 | 54.36 (11) | 94.06 (14)  |
| 12                | Tatiana Danilova / Mikalai Kamianchuk      | Bielorrússia      | 147.50 | 49.96 (12) | 97.54 (11)  |
| 13                | Laura Barquero / Aritz Maestu              | Espanha           | 145.10 | 49.78 (13) | 95.32 (13)  |
| 14                | Zoe Jones / Christopher Boyadji            | Reino Unido       | 142.54 | 45.18 (14) | 97.36 (12)  |
| 15                | Kim Su-yeon / Kim Hyung-tae                | Coreia do Sul     | 129.00 | 40.75 (16) | 88.25 (15)  |
| 16                | Darja Beklemiscseva / Mark Magyar          | Hungria           | 114.14 | 42.27 (15) | 71.87 (16)  |

### Dança no gelo
| Pos.              | Nome                                   | Nacionalidade     | Pontos | DC         | DL         |
| ----------------- | -------------------------------------- | ----------------- | ------ | ---------- | ---------- |
| Medalha de ouro   | Penny Coomes / Nicholas Buckland       | Reino Unido†      | 177.13 | 71.79 (1)  | 105.34 (1) |
| Medalha de prata  | Kana Muramoto / Chris Reed             | Japão†            | 159.30 | 62.67 (2)  | 96.63 (2)  |
| Medalha de bronze | Kavita Lorenz / Joti Polizoakis        | Alemanha†         | 152.50 | 61.09 (3)  | 91.41 (3)  |
| 4                 | Yura Min / Alexander Gamelin           | Coreia do Sul†    | 143.80 | 55.94 (7)  | 87.86 (5)  |
| 5                 | Cortney Mansour / Michal Ceska         | República Tcheca† | 143.44 | 54.94 (9)  | 88.50 (4)  |
| 6                 | Lucie Mysliveckova / Lukas Csolley     | Eslováquia†       | 143.22 | 55.97 (6)  | 87.25 (6)  |
| 7                 | Allison Reed / Saulius Ambrulevicius   | Lituânia          | 142.95 | 58.34 (4)  | 84.61 (8)  |
| 8                 | Tina Garabedian / Simon Proulx-Senecal | Armênia           | 140.98 | 55.05 (8)  | 85.93 (7)  |
| 9                 | Cecilia Torn / Jussiville Partanen     | Finlândia         | 138.45 | 56.32 (5)  | 82.13 (9)  |
| 10                | Haley Sales / Nikolas Wamsteeker       | Canadá¶           | 134.84 | 53.59 (10) | 81.25 (10) |
| 11                | Viktoria Kavaliova / Yurii Bieliaiev   | Bielorrússia      | 132.61 | 53.27 (11) | 79.34 (12) |
| 12                | Anna Yanovskaya / Adam Lukacs          | Hungria           | 130.27 | 49.49 (14) | 80.78 (11) |
| 13                | Olga Jakushina / Andrey Nevskiy        | Letônia           | 127.76 | 50.76 (13) | 77.00 (13) |
| 14                | Karina Manta / Joseph Johnson          | Estados Unidos¶   | 126.48 | 51.91 (12) | 74.57 (14) |
| 15                | Anastasia Galyeta / Avidan Brown       | Azerbaijão        | 118.20 | 46.57 (15) | 71.63 (15) |
| 16                | Viktoria Semenjuk / Artur Gruzdev      | Estônia           | 110.98 | 45.49 (16) | 65.49 (16) |
| 17                | Kimberley Hew-Low / Timothy Mckernan   | Austrália         | 94.54  | 38.46 (17) | 56.08 (17) |
| 18                | Malin Malmberg / Thomas Nordahl        | Suécia            | 82.58  | 34.24 (18) | 48.34 (18) |

## Quadro de medalhas
| Ordem | País           | Medalha de ouro | Medalha de prata | Medalha de bronze |    | Ordem por total |
| ----- | -------------- | --------------- | ---------------- | ----------------- | -- | --------------- |
| 1     | Austrália      | 1               |                  | 1                 | 2  | 1               |
| 2     | Bélgica        | 1               |                  |                   | 1  | 4               |
| 2     | Reino Unido    | 1               |                  |                   | 1  | 4               |
| 2     | Rússia         | 1               |                  |                   | 1  | 4               |
| 5     | Alemanha       |                 | 1                | 1                 | 2  | 1               |
| 5     | Suécia         |                 | 1                | 1                 | 2  | 1               |
| 7     | Estados Unidos |                 | 1                |                   | 1  | 4               |
| 7     | Japão          |                 | 1                |                   | 1  | 4               |
| 9     | Suíça          |                 |                  | 1                 | 1  | 4               |
| TOTAL | TOTAL          | 4               | 4                | 4                 | 12 | —               |